# Bergmannovo pravilo
Bergmannovo pravilo je pravilo, prvič zapisano leta 1847, in se imenuje, po v 19. stoletju živečemu nemškem biologu Christianu Bergmannu. V zoologiji je Bergmannovo pravilo ekogeografsko pravilo, ki primerja zemljepisno širino s telesno maso pri živalih. Ugotovljeno je, da znotraj vrste telesna masa živali raste glede na zemljepisno širino in hladnejše podnebje. Prav tako je tudi velika verjetnost, da med sorodnimi živalmi najdemo večje v višji zemljepisni širini. Pravilo se največkrat nanaša le na sesalce in ptiče (endoterme), toda raziskovalci so našli dokaz, da je pravilo uporabno tudi pri preučevanju ektotermnih vrst. Bergmannovo pravilo je sporno med raziskovalci in njegova verodostojnost je pod vprašanjem. Znanstveniki se delijo glede pravilnega tolmačenja. Problem je nastal pri vprašanju ali je odstopanje znotraj vrste ali med vrstami. Čeprav je bilo predlaganih kar nekaj možnih mehanizmov, pojasnila, zakaj vzorec obstaja, še vedno ni.

### Razlaga
Bergmann, ki je osnoval pravilo, je tudi podal njegovo prvo razlago. Ta pravi: Velike živali imajo glede na male živali manjšo telesno površino v primerjavi z velikostjo telesa. Zato oddajajo manj telesne temperature na enoto mase in tako ostanejo toplejše v hladnih območjih.
V toplih predelih pa je problem ravno nasproten. Telesna toplota, ki jo telo proizvede med presnovo, mora čim prej iz telesa. Tako so manjše živali na boljšem, saj je njihov koeficient med površino telesa in velikostjo precej večji in njihovo telo se zato ohlaja.